# Somló Dezső
Somló Dezső (1915-ig Silberstein, Gyula, 1884. október 16. – Szovjetunió, 1923. decembere) kereskedősegéd, szociáldemokrata majd kommunista pártmunkás.

## Élete
Silberstein József zsidó kereskedő és Silberstein Regina gyermeke. Fiatalkorában Nagyváradon kapcsolódott be a szociáldemokrata mozgalomba, a századforduló utáni években a helyi párt egyik vezetője volt. 1904-ben az élesdi sortüzet megelőző tömegtüntetés egyik szervezője volt, emiatt  3 év fegyházra ítélték. Büntetésének letöltése után agitátorként működött. 1913 augusztusában Somló és Gyagyovszky Emil kezdeményezésére alakult meg a Magyarországi Munkásműkedvelő Társaságok Szövetsége, amelynek vezetőségében a szak- és pártszervezetek vigalmi bizottságai képviselték magukat. E szervezetnek feladata volt a vetélkedők rendezése, költemények előadása, állandó munkásszínpad létesítése, ingyenes színházjegyek biztosítása, azaz a munkások szórakoztatása, megnyerése. 1917-ben és 1918-ban szerkesztette a Vegyipari Munkás című szaklapot. 1918 végén kilépett az MSZDP-ből, és belépett  a KMP-be amelynek első központi bizottsági tagja lett. Ő volt a szakszervezeti mozgalom egyik irányítója. 1919. február 22-én őt is letartóztatták, és 1919. március 21-én engedték ki, csakúgy, mint kommunista társait.  A Tanácsköztársaság idején a budapesti lakáshivatal vezetője volt, 1919. június 7-én Budapesten, az V. kerületben házasságot kötött Laczi Rozáliával, Laczi József és Pap Mária gyermekével. A bukás után 1919. augusztus 14-én délelőtt 9 órakor letartóztatták. 1920. december 20-án 15 év fegyházra, 10 év hivatalvesztésre, illetve politikai jogainak gyakorlatának ugyanilyen tartamú felfüggesztésére ítélték. 1921. október 21-én halálos betegen a magyar–szovjet fogolycsere-akció keretében Szovjet-Oroszországba került, ahol haláláig a Vörös Szakszervezeti Internacionálé tisztségviselőjeként működött.